# Christian Vanderpleyn
Christian Vanderpleyn (ur. 30 czerwca 1943, zm. 11 marca 1992 k. Gonfaron) – francuski projektant wyścigowy belgijskiego pochodzenia.

## Życiorys
Vanderpleyn był głównym projektantem AGS, do którego dołączył jako młody mechanik w 1960 roku. W 1986 roku zaprojektował pierwszy samochód Formuły 1 dla AGS, model JH21C. W latach 1989–1991 pracował dla Coloni, następnie powrócił do AGS. Po rozpadzie tego zespołu pracował dla Crypton Engineering w Międzynarodowej Formule 3000. Zginął w wypadku samochodowym w wieku 48 lat.